# 林培雷
林培雷（1974年2月9日—），印尼男子羽毛球運動員。

## 簡歷
林培雷曾与徐永賢配合男双，战绩突出，曾在2004年夏季奧林匹克運動會羽毛球比賽贏得男子雙打銅牌。他其後主攻混双，与维塔·玛丽莎合作在一系列国际比赛中夺冠。北京奥运会上，林培雷与维塔·玛丽莎打进混双準決賽，但最终未能染指奖牌。之后，林培雷与维塔拆对，并淡出了印尼国家队。
2009年，林培雷与安娜斯塔西亚·鲁斯基赫合作，联手参加韩国公开赛，不过首轮就以1比2败给了韩国出局；之後，林培雷与鲁斯基赫又参加了德国公开赛和全英公开赛，先後打进了四强。
2020年，林培雷受馬來西亞國家羽毛球隊邀請擔任男雙部門的主教練。2022年，林培雷與馬來西亞國家隊的合約屆滿選擇離開並重返回到印度尼西亞國家羽毛球隊擔任教練。

## 主要比賽成績
只列出曾進入準決賽的國際賽事成績：
| 年份   | 賽事                         | 公開賽級別 | 項目     | 拍檔                  | 成績   |
| ------ | ---------------------------- | ---------- | -------- | --------------------- | ------ |
| 1996年 | 亞洲羽毛球錦標賽             | 其他       | 混合雙打 | 羅莎莉娜·里瑟         | 準決賽 |
| 1998年 | 亞洲羽毛球錦標賽             | 其他       | 男子雙打 | 徐永賢                | 準決賽 |
| 2003年 | 亞洲羽毛球錦標賽             | 其他       | 男子雙打 | 徐永賢                | 準決賽 |
| 2004年 | 全英羽毛球公開賽             |            | 男子雙打 | 徐永賢                | 準決賽 |
| 2004年 | 亞洲羽毛球錦標賽             | 其他       | 男子雙打 | 徐永賢                | 準決賽 |
| 2004年 | 湯姆斯盃                     | 其他       | 男子團體 | －                    | 準決賽 |
| 2004年 | 夏季奧林匹克運動會羽毛球比賽 | 其他       | 男子雙打 | 徐永賢                | 銅牌   |
| 2007年 | 新加坡羽毛球超級賽           | 超級賽     | 混合雙打 | 维塔·玛丽莎           | 冠軍   |
| 2007年 | 蘇迪曼盃                     | 其他       | 混合團體 | －                    | 亞軍   |
| 2007年 | 菲律賓羽毛球公開賽           | 黃金大獎賽 | 混合雙打 | 維塔·瑪麗莎           | 準決賽 |
| 2007年 | 世界羽毛球錦標賽             | 其他       | 混合雙打 | 维塔·玛丽莎           | 銅牌   |
| 2007年 | 中華台北羽毛球黃金大獎賽     | 黃金大獎賽 | 混合雙打 | 维塔·玛丽莎           | 冠軍   |
| 2007年 | 法國羽毛球超級賽             | 超級賽     | 混合雙打 | 维塔·玛丽莎           | 冠軍   |
| 2007年 | 香港羽毛球超級賽             | 超級賽     | 混合雙打 | 维塔·玛丽莎           | 準決賽 |
| 2008年 | 韓國羽毛球超級賽             | 超級賽     | 混合雙打 | 维塔·玛丽莎           | 亞軍   |
| 2008年 | 亞洲羽毛球錦標賽             | 其他       | 混合雙打 | 维塔·玛丽莎           | 冠軍   |
| 2008年 | 印尼羽毛球超級賽             | 超級賽     | 混合雙打 | 维塔·玛丽莎           | 準決賽 |
| 2008年 | 夏季奧林匹克運動會羽毛球比賽 | 其他       | 混合雙打 | 维塔·玛丽莎           | 第四名 |
| 2009年 | 德國羽毛球大獎賽             | 大獎賽     | 混合雙打 | 安娜斯塔西亚·鲁斯基赫 | 準決賽 |
| 2009年 | 全英羽毛球超级赛             | 超級賽     | 混合雙打 | 安娜斯塔西亚·鲁斯基赫 | 準決賽 |
| 2009年 | 印度羽毛球黃金大獎賽         | 黃金大獎賽 | 混合雙打 | 维塔·玛丽莎           | 冠軍   |
| 2009年 | 白夜羽毛球賽                 | 國際挑戰賽 | 混合雙打 | 安娜斯塔西亚·鲁斯基赫 | 冠軍   |
| 2009年 | 印尼羽毛球國際挑戰賽         | 國際挑戰賽 | 男子雙打 | 特里·庫沙揚托         | 準決賽 |
| 2009年 | 越南羽毛球大獎賽             | 大獎賽     | 混合雙打 | 程文欣                | 冠軍   |
| 2010年 | 韓國羽毛球超級賽             | 超級賽     | 混合雙打 | 程文欣                | 準決賽 |
| 2010年 | 加拿大羽毛球大獎賽           | 大獎賽     | 混合雙打 | 布莉塔·安德森         | 準決賽 |

| 2007-2017年 | 首要超級賽 | 超級賽 | 黃金大獎賽 | 大獎賽 | 國際挑戰賽 | 國際系列賽 | 未來系列賽 | 其他 |

| 2018-2026年 | 總決賽 | 超級1000賽 | 超級750賽 | 超級500賽 | 超級300賽 | 超級100賽 | 國際挑戰賽 | 國際系列賽 | 未來系列賽 | 其他 |

### 奧運會和世錦賽參賽紀錄
|          | 搭檔        | 2004 | 2005 | 2006 | 2007 | 2008   |
| -------- | ----------- | ---- | ---- | ---- | ---- | ------ |
| 男子雙打 | 徐永賢      | 銅牌 | 8強  | －   | －   | －     |
|          |             |      |      |      |      |        |
| 混合雙打 | 维塔·玛丽莎 | －   | －   | －   | 季軍 | 第四名 |